# Hospital Universitari de Bellvitge
L'Hospital Universitari de Bellvitge (HUB), abans anomenat Hospital Prínceps d'Espanya, Ciutat Sanitària de Bellvitge i Ciutat Sanitària i Universitària de Bellvitge, és un hospital de titularitat pública de l'Institut Català de la Salut situat en el municipi —ciutat— de l'Hospitalet de Llobregat amb una destacada activitat mèdica assistencial, docent i investigadora. Està especialitzat en assistència mèdica d'alta complexitat (terciarisme). Presta totes les especialitats mèdiques i quirúrgiques excepte pediatria i obstetrícia. Ha estat reconegut en cinc ocasions (anys 2004, 2006, 2009, 2010 i 2011) com un dels quatre millors hospitals d'Espanya en la seva categoria per l'agència d'avaluació independent Iasist. És l'hospital de referència comunitari per als habitants del municipi del Prat de Llobregat i una part dels de l'Hospitalet de Llobregat, així com l'hospital de referència en alta tecnologia per als habitants del Baix Llobregat, el Garraf, l'Alt Penedès, el Camp de Tarragona i les Terres de l'Ebre.

## Història

### Construcció i primers anys
La construcció de l'hospital, encarregada per l'Instituto Nacional de Previsión a l'empresa Dragados y Construcciones, es va iniciar l'any 1970. L'edifici es va concebre amb uns criteris arquitectònics similars als de l'Hospital Infantil Vall d'Hebron i l'Hospital Universitario La Paz de Madrid.
Va rebre el nom d'Hospital Príncipes de España en honor dels aleshores prínceps Joan Carles de Borbó i Sofia de Grècia. Es va inaugurar el 8 de novembre de 1972, amb l'assistència dels prínceps Joan Carles i Sofia i del ministre de Treball i Seguretat Social, Licinio de la Fuente. El primer director de l'hospital va ser Fernando Bartolomé.
Uns anys després, es va dotar d'un segon edifici propi, finançat per la Seguretat Social, com a escola femenina d'ATS, que funcionava en un règim d'alumnes internes i externes.
L'obertura de serveis es va fer progressivament durant els quatre primers anys. Inicialment, es va estructurar en un innovador organigrama de serveis mixtos mèdics i quirúrgics. Tanmateix, en els primers anys de la dècada dels vuitanta, els serveis mèdics i quirúrgics es van separar.
El 1975 va organitzar el seu primer gran acte científic −un simposi internacional de preoperatori i postoperatori- i va iniciar l'activitat docent amb l'arribada dels primers alumnes de la Facultat de Medicina de la Universitat de Barcelona per fer el sisè curs de medicina.
Als anys setanta, va ser pioner a Espanya en la creació d'una Unitat d'Hipertensió Arterial, d'un equip de tractament de l'anorèxia i la bulímia, i dels serveis de Cirurgia Vascular i de Psiquiatria, ambdós pioners en la sanitat pública espanyola, entre d'altres. El 1978, va fer el seu primer trasplantament renal.
El 1980, va reformar la seva estructura de govern i va passar a fer docència dels tres últims cursos de la llicenciatura de Medicina i Cirurgia de la Universitat de Barcelona.

### Traspàs a l'ICS
El primer gerent de l'hospital —figura directiva creada per la Conselleria de Sanitat de la Generalitat de Catalunya el juny de 1982– va ser Fortunato Frías. A partir de 1983, l'hospital va passar a ser gestionat per l'Institut Català de la Salut.
El febrer de 1984, va fer el primer trasplantament de fetge d'Espanya. La intervenció va anar a càrrec dels cirurgians Eduard Jaurrieta i Carles Margarit. El 1988, s'hi va realitzar el primer trasplantament combinat hepàtic i renal d'Espanya.
El 1985, va crear la Unitat de Recerca Experimental, embrió de la Fundació de Recerca de Bellvitge, creada l'any 1989. El 1991, aquesta entitat es va convertir en la Fundació August Pi i Sunyer i, el 2004, en l'Institut d'Investigació Biomèdica de Bellvitge (IDIBELL).
El desembre de 1989 es va inaugurar Bellvitge Art, una galeria d'art per canalitzar la producció artística del personal de l'hospital i dels pacients i dels artistes dels municipis veïns.
L'any 1990 es va consolidar l'acord amb la Universitat de Barcelona per poder realitzar tots els cursos de la llicenciatura de Medicina a l'aulari del Campus de Bellvitge. La Universitat de Barcelona va construir, en terrenys de l'hospital, 30.000 m² per a aules, biblioteca, àrees administratives i laboratoris de recerca. L'hospital va adoptar el nom de Ciutat Sanitària i Universitària de Bellvitge (CSUB).
L'octubre de 1992, va néixer el Programa de voluntariat com a complement de suport humanitari a l'assistència prestada pels professionals sanitaris.
A principis dels anys noranta, va iniciar el Programa de trasplantament cardíac, el segon de Catalunya. El 1994, va iniciar el Programa d'assistència circulatòria ventricular, pioner a Catalunya.
L'abril de 1992, va iniciar el Programa de trasplantament de medul·la òssia en la versió autòloga. Tres anys després, aquest programa va passar a l'Institut Català d'Oncologia.

### Creació de l'Institut Català d'Oncologia
L'any 1995, la Generalitat de Catalunya va crear l'Institut Català d'Oncologia (ICO), a partir, inicialment, dels serveis oncològics no quirúrgics de la Ciutat Sanitària i Universitària de Bellvitge, sumats a equips d'altres procedències, com ara la Unitat de control i Prevenció del Càncer del Departament de Sanitat i Seguretat Social. Al llarg dels anys següents, l'Hospital Prínceps d'Espanya i l'Institut Català d'Oncologia van crear unitats funcionals de coordinació de l'atenció oncològica integral als pacients de la seva àrea d'influència.
Durant la segona meitat dels anys noranta, l'Hospital Prínceps d'Espanya va treballar en l'apropament dels professionals a la presa de decisions i en l'impuls a la cirurgia ambulatòria, la cirurgia de curta estada, els llits de subaguts, i els circuits de diagnòstic ràpid. També va destacar per una intensa activitat en publicació de guies, protocols i plans de cures.
El 1999, va protagonitzar la innovadora sèrie documental de TV3 Bellvitge Hospital.
A finals del 2000, va posar en marxa una unitat d'hospitalització a domicili. En aquests mateixos anys, va portar a terme una profunda reforma del Servei d'Urgències per donar una resposta més ràpida a la demanda urgent.

### Nous edificis
Amb el canvi de segle, es va iniciar un ambiciós pla d'obres de remodelació i ampliació de l'hospital (Projecte Nou Bellvitge) que incloïa la construcció d'un nou edifici de consultes externes i un nou edifici tecnoquirúrgic. El 2001, la primera acció del Projecte Nou Bellvitge va ser la completa remodelació de la façana i les finestres de l'edifici. El 2003, s'hi va inaugurar una nova sala d'actes.
El 2003, va passar a tenir la seva actual denominació d'Hospital Universitari de Bellvitge.
El juliol de 2003, va inaugurar la primera Unitat de Tomografia per emissió de positrons i Tomografia Computada (TEP-TC) d'Europa.
Les obres del nou edifici de consultes externes es van iniciar el 2002, i van durar quatre anys. El 26 d'abril de 2006, el president de la Generalitat, Pasqual Maragall, va inaugurar el nou edifici de consultes externes. Amb un total de 14.361 m² i una inversió de 17 milions d'euros, incloïa 136 noves consultes de 18 m², el doble de les precedents. La seva visió arquitectònica era oposada al concepte de l'edifici vertical construït als anys setanta.
El 2007, es va iniciar la construcció del nou bloc tecnoquirúrgic, de 42.000 m² distribuïts en quatre plantes, en el qual hi ha previst ubicar els serveis d'Urgències, Farmàcia i Esterilització, els gabinets d'exploració, els hospitals de dia, 32 sales d'operacions, i 80 llits de malalts crítics.

### Redefinició territorial
El 2007, l'Institut Català de la Salut es va constituir en empresa pública i va impulsar les gerències úniques territorials per integrar l'atenció primària i l'especialitzada. L'Hospital Universitari de Bellvitge es va integrar en la Gerència Territorial Metropolitana Sud de l'ICs. El primer gerent territorial va ser Xavier Corbella (2007-2012). En aquest marc, l'Hospital Universitari de Bellvitge va emprendre una sèrie d'iniciatives de coordinació i sinergies amb els professionals de l'atenció primària de la seva àrea d'influència i de l'Hospital de Viladecans. També va emprendre importants reformes en els mecanismes d'admissió i gestió de pacients.
En el mateix període, en l'entorn de l'hospital, es va constituir el Biopol'H, clúster d'hospitals, universitats, centres de recerca i empreses del sector biomèdic.
El 2007, s'hi va implantar i posteriorment extreure amb èxit la primera assistència ventricular mecànica d'Espanya. El 2009, va incorporar el sistema quirúrgic robotitzat Da Vinci. L'any 2011, va implantar la primera assistència ventricular mecànica a un pacient donat d'alta en el seu domicili a Catalunya.

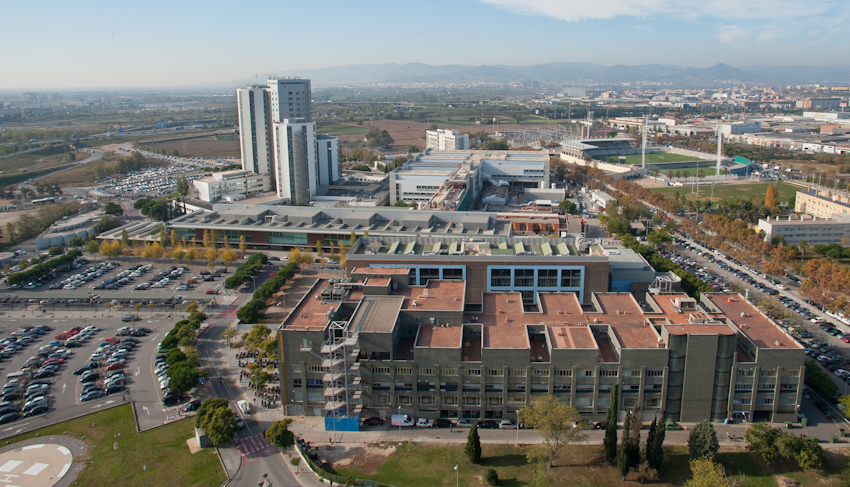
Vista general del Campus de Bellvitge

## Ubicació
Està ubicat al sud del municipi de l'Hospitalet de Llobregat, dins d'una àrea de la qual també formen part el campus de Bellvitge de la Universitat de Barcelona, especialitzat en estudis sanitaris, i l'Hospital Duran i Reynals, així com altres grups empresarials i de recerca vinculats a l'àmbit de la biomedicina.
Pertany a l'Institut Català de la Salut (ICS), empresa pública de serveis integrals d'atenció primària i hospitalària a Catalunya. Dins de l'ICS, forma part de la Gerència Territorial Metropolitana Sud, àrea de la qual formen part també l'Hospital de Viladecans i els equips d'atenció primària de l'ICS del municipi de l'Hospitalet de Llobregat i de les comarques del Baix Llobregat, l'Alt Penedès i el Garraf.

## Activitat

### Activitat assistencial
És un dels cinc hospitals de Catalunya acreditats com a hospitals de tercer nivell (el màxim nivell de preparació i tecnologia per a l'assistència mèdica més complexa). Presta totes les especialitats medicoquirúrgiques excepte pediatria i obstetrícia. És l'hospital de referència comunitari (assistència hospitalària bàsica) per als habitants del Prat de Llobregat i una part dels habitants de l'Hospitalet de Llobregat. A més, és centre referent en els processos que requereixen alta tecnologia per a més de 2 milions d'habitants de l'àrea de la Gerència Territorial Metropolitana Sud de l'ICS (l'Hospitalet de Llobregat i comarques del Baix Llobregat, l'Alt Penedès i el Garraf) i de les àrees del Camp de Tarragona i de les Terres de l'Ebre.
Juntament amb la resta d'institucions biomèdiques de la seva àrea, forma part del Consorci Biopol de l'Hospitalet de Llobregat. En la seva qualitat d'institució docent, forma part del Health University Campus, reconegut com a campus d'excel·lència internacional.
Ingressa cada any uns 35.000 malalts, dels quals uns 9.000 són d'alta complexitat. El 28,5% de les seves altes són del sector terciari (alta complexitat). Realitza unes 12.000 intervencions quirúrgiques majors i uns 180 trasplantaments a l'any. Realitza unes 450.000 visites de consultes externes cada any, i atén unes 100.000 urgències.
En l'àmbit de la cooperació social, destaca l'acord signat amb la Fundació Vicenç Ferrer, en virtut del qual professionals de l'HUB presten ajuda a l'activitat que aquesta entitat porta a terme a l'Índia.

### Docència
L'Hospital Universitari de Bellvitge és un centre docent afiliat a la Universitat de Barcelona. Realitza formació sanitària especialitzada de 41 especialitats de medicina, farmàcia (farmàcia hospitalària, radiofarmàcia), física (radiofísica), bioquímica (bioquímica clínica), psicologia (psicologia clínica) i infermeria de Salut Mental. L'any 2012, feia formació sanitària especialitzada a 354 facultatius residents propis i 80 facultatius residents de Medicina Familiar i Comunitària de la Unitat docent de Costa de Ponent. A més, cada any més de 140 residents d'altres centres, tant espanyols com estrangers, van a fer-hi estades formatives.

### Recerca
La recerca a l'Hospital Universitari de Bellvitge es vehicula a través de l'Institut d'Investigació Biomèdica de Bellvitge (IDIBELL), del qual també formen part la Universitat de Barcelona, l'Institut Català d'Oncologia, i l'Institut de Diagnòstic per la Imatge.
Es realitza recerca en totes les especialitats de l'hospital. Algunes de les línies d'investigació destacades són: malalties infeccioses i sensibilitat antibiòtica; nefrologia i trasplantament renal; psiquiatria, malalties neurològiques i neurogenètica; malalties cardiovasculars; pneumologia; diabetis, nutrició i malalties endocrines; malalties hepatobiliopancreàtiques; patologia del tub digestiu; prevenció clínica, i la inflamació sinovial i metabolisme ossi.

## Premis
Ha obtingut el premi al millor esforç en qualitat assistencial de la Fundació Avedis Donabedian (1994). Ha estat guardonat en cinc ocasions (anys 2004, 2006, 2009, 2010 i 2011) com un dels quatre millors hospitals d'Espanya en la seva categoria per l'agència d'avaluació independent Iasist (premis TOP20). El 2008 ha obtingut el premi TOP 20 també en l'àrea del sistema nerviós i, el 2011, en l'àrea de malalties respiratòries.